# Anthoni Willem Philipse
Anthoni Willem Philipse (Middelburg, 10 september 1766 – 's-Gravenhage, 18 februari 1845) is bekend als president van de Hoge Raad der Nederlanden.

## Leven en werk
Philipse was een zoon van de Middelburgse meester-glazenmaker Johan Philipse en Martha Fournier. Hij begon zijn loopbaan in 1783 als klerk bij de Raad van Vlaanderen en bleef die functie vervullen tot 1795. In 1786 schreef hij zich in als student in de rechten aan de Universiteit Leiden. Na zijn promotie in 1790 vestigde hij zich als advocaat in Middelburg. In datzelfde jaar werd hij lid van het College voor het Landrecht op Walcheren een functie die hij tot 1792 vervulde en nogmaals in de periode van 1795 tot 1803. In 1795 werd hij schepen en president van de Schepenbank in Middelburg en lid van de Vergadering van Provisionele Representanten van het Volk van Zeeland. Van 1803–1810 was hij procureur-generaal van het Departementaal Gerechtshof van Zeeland.
In 1811 ging hij naar Den Haag waar hij advocaat-generaal werd bij het Keizerlijk Gerechtshof te Den Haag. Op 10 februari 1814 werd hij procureur-generaal aan het Hooggerechtshof. Deze functie vervulde hij tot 1838. Tot 1818 was hij tevens belast met het toezicht van de politie in de Noordelijke Nederlanden. Philipse drong aan op strikte naleving van reglementen en verordeningen door de politie en logementhouders, die vreemdelingen moeten registreren. Vanaf 1830 werden ook de Belgen als vreemdeling gezien. Van 1838 tot zijn dood in 1845 was hij president van de Hoge Raad.
Philipse trouwde in Middelburg op 14 januari 1793 met Johanna Henriette van Voorst (Middelburg (1772-1796). Zij kregen twee zoontjes, die maar kort leefden. Hij hertrouwde met Anna Johanna van Lemzeele (1775-1863). Uit dit huwelijk werden een zoon Johan Antoni en zes dochters geboren. Philipse had een oudere broer, Gerardus Jacobus Philipse (1759-1822), die griffier was van de Weeskamer, vrederechter en raadslid. Deze broer werd ook lid van de Provinciale Staten van Zeeland. Diens zoon was Jacobus Hermannus Philipse (1797-1878), hoogleraar rechtsgeleerdheid in Groningen.
Philipse overleed in 1845 op 78-jarige leeftijd. Hij was commandeur in de Orde van de Nederlandse Leeuw.
- Biografisch Portaal: 12960477
- Digitale Bibliotheek voor de Nederlandse Letteren: phil014
- International Standard Name Identifier: 0000 0003 9325 401X
- Nederlandse Thesaurus van Auteursnamen: 069955115
- Parlement.com: vg09llvzmizk
- Virtual International Authority File: 287507131
- WorldCat: E39PBJxrT37tHhdHh8HdcmmGHC